# 2012 (album)
Albums par Statik Selektah & Termanology
1982
(2010)
Albums par Termanology
Politics as Usual
(2008) G.O.Y.A. (Gunz Or Yay Available)
(2013)
Albums par Statik Selektah
Population Control
(2011) Extended Play
(2013)
2012 est le deuxième album collaboratif de Statik Selektah et Termanology (sous le nom 1982), sorti le 22 mai 2012.

## Liste des titres
| No  | Titre                                                      | Contient un (des) sample(s) de                                                                                     | Durée |
| --- | ---------------------------------------------------------- | --- | ----- |
| 1.  | 2012                                                       | I'm So Glad There's You de Perry & Sanlin                                                                          | 2:35  |
| 2.  | Lights Down                                                | | 3:16  |
| 3.  | Up Every Night                                             | Me and My Friend de John Hambrick Poison de Bell Biv DeVoe Be Faithful de Fatman Scoop featuring The Crooklyn Clan | 2:53  |
| 4.  | Shining                                                    | | 4:32  |
| 5.  | Happy Days (featuring Bun B, Mac Miller et Shawn Stockman) | I Feel So Good Again des Moments                                                                                   | 4:44  |
| 6.  | Too Long                                                   | Rain, Rain, Go Away de Bob Azzam                                                                                   | 4:24  |
| 7.  | Time Travellin'                                            | | 3:31  |
| 8.  | 82 Was the Year (Interlude)                                | | 0:28  |
| 9.  | Thug Poets (featuring Havoc et Roc Marciano)               | Nas Is Like by Nas (1999)                                                                                          | 3:59  |
| 10. | Right Now                                                  | Right Now de Gladys McFadden and the Loving Sisters                                                                | 2:25  |
| 11. | Everything                                                 | Use It de Randy Brown                                                                                              | 3:22  |
| 12. | Hard to Forget                                             | He Said Goodbye d'Eleanore Mills                                                                                   | 4:18  |
| 13. | Make It Out Alive (featuring Freddie Gibbs et Crooked I)   | | 3:17  |
| 14. | Live It Up (featuring Lil' Fame)                           | Offer I Can't Refuse de Klymaxx                                                                                    | 3:54  |
| 15. | Time Ticking                                               | Kissing My Love d'Afrique                                                                                          | 3:07  |